# Apomys datae
Apomys datae és una espècie de mamífer rosegador de la família dels múrids i el gènere Apomys. És endèmic de les Filipines, on se l'ha trobat a la gran illa septentrional de Luzon (a la Serralada Central i la costa d'Ilocos Norte). A la Sierra Madre podria haver-hi una espècie relacionada encara per descriure. A. datae és un rosegador relativament gran, que viu a terra i té una cua bastant curta pel seu gènere.